# إيرفيياك
إيرفيياك (بالفرنسية: Irvillac، وتُنطق: [iʁvijak]؛ وبالبريتونية: Irvilhag) هي بلدية تقع في إقليم فينستير، ضمن المنطقة الإدارية بريتانيا شمال غرب فرنسا.

## أصل التسمية والنطق
يُكتب اسم البلدة بالفرنسية Irvillac ويُنطق [iʁvijak]، ولذلك تُعرَّب عادةً إلى إيرفيياك لتماثل النطق الفرنسي. أما في اللغة البريتونية المحلية، وهي لغة كيلتية ما تزال متداولة في منطقة بريتاني، فيُكتب الاسم: Irvilhag. وتُظهر النهايات الفرنسية من نوع "-illac" نمطًا صوتيًا يُلفظ غالبًا "ياك"، كما في أسماء أماكن أخرى مثل Cadillac (كاديّاك)، مما يدعم اعتماد "إيرفيياك" كصيغة عربية دقيقة للاسم.

## الموقع الجغرافي
تقع بلدية إيرفيياك ضمن منطقة طبيعية تتنوع بين التلال والوديان، وتُعد جزءًا من الإقليم التاريخي ليوني. وهي قريبة من مدن بريست ولاندرنو، وتستفيد من شبكة طرق محلية تربطها بالمراكز الحضرية المجاورة.

## الثقافة واللغة
يتحدث عدد من سكان إيرفيياك اللغة البريتونية، وهي لغة كيلتية محلية ما تزال محفوظة في بعض قرى بريتاني. وتُعزز البلدية مظاهر الهوية الثقافية الإقليمية من خلال اللافتات ثنائية اللغة والأنشطة التراثية.